# Mozrow
Mozrow – wieś w Armenii, w prowincji Wajoc Dzor. W 2011 roku liczyła 88 mieszkańców.